# Зинтан
Зинтан (на арабски: الزنتان, също Al Zintan, Ez Zintan или Az Zentan, понякога наричан Tagrmeen (на арабски: تاغرمين), е град в североизточна Либия, разположен на около 160 км югозападно от Триполи. Населението на града заедно с околностите около 25 000 жители.
| Портал | Портал „Африка“ съдържа още много статии, свързани с Африка. Можете да се включите към Уикипроект „Африка“. |